# Shiroi
Shiroi (白井市, Shiroi-shi) est une ville située dans la préfecture de Chiba, au Japon.

## Géographie

### Situation

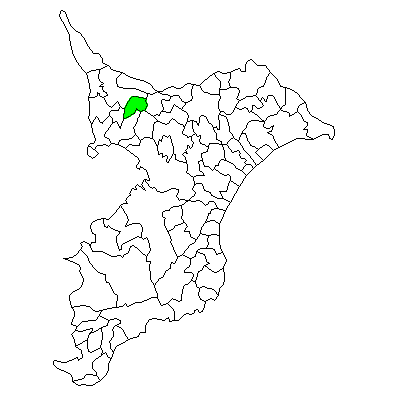
Situation de Shiroi dans la préfecture de Chiba.

Shiroi est située dans le nord-ouest de la préfecture de Chiba.

### Démographie
En janvier 2020, la population de Shiroi s'élevait à 63 320 habitants répartis sur une superficie de 35,48 km2.

### Climat
Shiroi a un climat subtropical humide caractérisé par des étés chauds et des hivers frais avec peu ou pas de chutes de neige. La température moyenne annuelle à Shiroi est de 14,8 °C. La pluviométrie annuelle moyenne est de 1 371 mm, septembre étant le mois le plus humide.

## Histoire
Le village de Shiroi a été créé en 1885. Il obtient le statut de bourg le 1er septembre 1964, puis de ville le 1er avril 2001.

## Transports
Shiroi est desservie par la ligne Hokusō aux gares de Shiroi et Nishi-Shiroi.

## Jumelage
Shiroi est jumelée avec le comté de Campaspe en Australie.

## Personnalité liées à la ville
- Akihiro Hyodo (né en 1982), footballeur